# Cosplay Complex
Cosplay Complex (こすぷれCOMPLEX) er en mini-animeserie i tre afsnit fra 2002. Serien er produceret af Cosplay Complex Production Committee og Wonder Farm og udsendt direkte på dvd.
Serien er ikke udsendt på dansk men til gengæld på dvd med engelsk tale (region 1) og undertekster (region 1 og 2).

## Plot
Pigen Chako udgør sammen med en håndfuld andre elever cosplayklubben på Øst Oizuka Akademiet. Deres drøm er at gå hele vejen til cosplayverdensserien – og at vinde drengen Tamiya for Chako. Begge dele er dog nemmere sagt end gjort, for det er nemt at blive distraheret og komme i tvivl om egne evner. Men med livsglæde og lidt magisk hjælp tager Chako kampen op i både cosplay og kærlighed.

## Medvirkende
- Chako Hasegawa (長谷川 チャコ, Hasegawa Chako) – original stemme: Sakura Nogawa 
 Hovedpersonen, en pige der er glad for både livet, sine medmennesker og ikke mindst cosplay. Hendes evner udi kostumelavning halter dog noget, så Delmo må ofte komme til hjælp. Chako er åbenlyst forelsket i Tamiya og støttes på noget kejtet vis af de andre klubmedlemmer deri. Udråbes som klubbens es i cosplay og gør det godt som sådan skønt hun egentlig er typen, der hellere vil hjælpe sine konkurrenter af ren menneskelighed end at konkurrere med dem.
- Delmo (デルモ, Delmo) – original stemme: Rie Kugimiya 
 En lille fe der mod bestikkelse i form af kager kan skabe sig om til fantastiske kostumer til Chako.
- Athena Imai (今井 あてな, Imai Athena) – original stemme:Ai Shimizu 
 Klubbens mindste medlem der hver gang, hun skal iføres et kostume, insisterer på, at hun er så uskyldig.
- Maria Imai (今井 まりあ, Imai Maria) – original stemme: Saeko Chiba 
 Athenas storesøster der nødig lade hende ude af syne. Har et horn i siden på Jenny som hun ikke vil lade få fingre i Athena.
- Jenny Matel (マテル ジェニー, Matel Jenny) – original stemme: Akeno Watanabe 
 Cosplayglad pige der via en konkurrence vinder en plads i klubben. Forklæder sig også gerne i øvrigt men med svingende resultater. Elsker åbenlyst Athena og må gentagne gange stoppes før hun går for vidt.
- Reika Aoshima (青島麗華, Aoshima Reika) – original stemme: Chiaki Takahashi 
 En tilsyneladende mere jordbunden pige der dog ikke afholder sig fra at hjælpe Chakos og Tamiyas forhold på vej. Selv har hun et anstrengt forhold til Gorou.
- Gorou Yorozuyo (万代 五郎, Yorozuyo Gorou) – original stemme: Susumu Chiba 
 Klubbens eneste manglige medlem. Sætter kursen og virker som vært ved cosplaykonkurencerne. Åbenlyst forelsket i Reika der dog føler sig mere skræmt end tiltrukket af hans recitering af forførelseshistorier.
- Ikebukurou (イケブクロウ, Ikebukurou) – original stemme: Kenichi Ono 
 En ugle der sammen med Delmo har slået sig ned hos Chako. Fungerer både som en af konkurrencedommerne og sammen med Reika som kærlighedens hjælpende vinge.
- Ranko Takara (鷹良蘭子, Takara Ranko) – original stemme: Kikuko Inoue 
 Leder af Shin-Takarazuka Akademi Cosplayklub. En dygtig cosplayer og sidste års vinder af cosplayserien. En noget arrogant pige der har et tidligere forhold til Goro og et nuværende til Tamiya. Søger dog også at få Tsukasa på vej.
- Tsukasa Tomii (富井 つかさ, Tomii Tsukasa)- original stemme: Masumi Asano 
 Rankos assistent. En noget sky pige der ikke rigtig tror på sig selv. Men også en dygtig syer og egentlig en udmærket cosplayer når man kan få hende hevet frem.
- Kousuke Tamiya (田宮 耕介, Tamiya Kousuke) – original stemme: Takahiro Sakurai 
 En dreng der kan lide at fotografere. Chakos første og største fan og målet for hendes og Rankos kærlighed om end han ikke rigtig fatter, hvad der foregår.
- Sachiko Arii (有井 幸子, Arii Sachiko) – original stemme: Yuki Masuda 
 Chakos værtinde. En venlig kvinde der helst går i morgenkimono og gerne vil feste, også når der ikke er en grund.
- Træner Kuroba – original stemme: Kenji Nomura 
 Lærer der præsenteres som klubbens nye sponsor men ender med et hospitalsophold.
- Tempelpræst – original stemme: Shoji Kusunomi 
 Vært ved for overnatningen i templet i andet afsnit. Fortæller sagnet om en kærlighedshistorie der lægger til grund for en lokal fest. Hjælper også Reika med at få Chakos kærlighed på vej.

## Musik
- Intro: Moete Koso Kosupure af Nogawa Sakura
- Slut: Cosplay Ondo (Kosupure Ondo) af Nogawa Sakura

## Afsnit
| Afsnit | Originaltitel                                                                                          | Engelsk titel                                     | Udgivet            |
| --- | --- | ------------------------------------------------- | ------------------ |
| Round 1 | コスプレ部誕生！ Kosupure bu tanjou!                                                                   | The Birth of the Cosplay Club                     | 25. maj 2002       |
| Cosplayklubben har brug for penge og et nyt medlem. Til det sidste melder Jenny sig som kandidat. En cosplaykonkurrence mellem hende og Chako skal fungere som optagelsesprøve.                                           | |                                                   |                    |
| Round 2 | 魅惑の夏合宿！！ Miwaku no natsugasshuku!!                                                             | Alluring Summer Camp                              | 25. juli 2002      |
| Klubben tager på tur til stranden, hvilket viser sig at indebære arbejde i en strandcafe og overnatning i et tempel. Men også en udflugt for Chako og Tamiya hvis forhold en hjælpende hånd måske kan få på vej.          | |                                                   |                    |
| Round 3 | 決戦！ 大泉東学園体育館は赤く燃えている！ Kessen! Ooizumi higashi gakuen taiikukan ha akaku moe teiru! | The Decisive Battle! The Gym is Full of Beauties! | 25. september 2002 |
| Klubben introduceres for Ranka og Tsukasa, der er konkurrenter i både cosplay og kærlighed til Tamiya. En cosplaykonkurrence skal afgøre sagen. Der er imidlertid flere følelser på spil, og der bliver kamp til stregen. | |                                                   |                    |

Det er uvist, om yderligere afsnit var planlagt. Tredje afsnit efterlader imidlertid nogle løse ender og hentydninger til fortidige begivenheder. Men hvad de dækker over, bliver formentligt aldrig oplyst.
Til gengæld kommer Chako hen mod slutningen med en konklusion på de tre foreliggende afsnit i form af sit syn på cosplay og kostumerne: "Tsukasa, det er sjovt at lave dem, sjovt at bære dem, men den bedste del af det hele er at have folk til at se os i dem! Er cosplay ikke fantastisk?!"

## Trivia
- I begyndelsen af første afsnit ses forskellige cosplayere, der prænsenteres som Wonder Farm team fra Chakuju Akademi. Wonder Farm er den ene af produktionsfirmaerne bag serien. Ovenikøbet er publikum figurer fra instruktøren, Shinichiro Kimuras tidligere animeer.
- Seriens personer cosplayer i øvrigt selv et bredt udbud af figurer fra andre animeer og mangaer. Slayers, Kiki - den lille heks, Sailor Moon og Kokoro Library er således kun få eksempler på de serier, der cosplayes.